# Decimal
En decimal er et ciffer, der kommer efter decimalkommaet (decimalseparatoren) i et decimaltal. På dansk og mange andre sprog, herunder stort set i hele Europa, anvendes komma som decimalseparator, men på engelsk og i bl.a. Kina og Japan anvendes punktum. Tal, som indeholder decimaler, benævnes decimaltal.
Decimalerne angiver brøker hvor nævnerne er potenser af 10, således at første decimal er antal dele af 10, anden decimal er antal dele af 100, osv.

## Eksempler
- 0,875 – (8, 7 og 5 er decimaler, fordi de kommer efter kommaet)
- 16,05 – (0 og 5 er decimaler, fordi de kommer efter kommaet)
- -213,7596 – (7, 5, 9 og 6 er decimaler, fordi de kommer efter kommaet)